# 19º Congresso degli Stati Uniti d'America
Il 19º Congresso degli Stati Uniti d'America, formato dal Senato e dalla Camera dei rappresentanti, si è riunito a Washington, D.C. presso il Campidoglio dal 4 marzo 1825 al 4 marzo 1827. Riunitosi durante il primo e il secondo anno della presidenza di John Quincy Adams, questo Congresso è stato testimone di un cambio significativo nel quadro politico statunitense. Dopo le elezioni di Adams, il dominante Partito Democratico-Repubblicano si è spaccato tra i seguaci dello sconfitto Andrew Jackson e i suoi avversari (sostenitori di Adams e di Henry Clay). Ci vorrà ancora qualche anno (per lo meno, fino al 1828) per cui questo nuovo sistema politico si cristallizzi in nuovi partiti politici. Se, da un lato, i sostenitori di Jackson ottennero la maggioranza al Senato, alla Camera dei rappresentanti ottennero la maggioranza i suoi oppositori.

## Contesto ed eventi importanti
A causa delle polemiche scaturite dai risultati delle ultime contestate elezioni presidenziali, il Congresso è stato segnato dal confronto acceso tra jacksoniani e anti-jacksoniani. Il clima non fece altro che surriscaldarsi quando Adams nominò come Segretario di stato Henry Clay, uno dei quattro candidati alle precedenti elezioni e che poi aveva deciso di appoggiare Adams risultando decisivo con il suo appoggio. La sua nomina risultò agli oppositori di Adams uno scandalo, una nomina semplicemente dovuta al precedente appoggio ricevute alle elezioni.
Soprattutto fu il Senato a contrastare costantemente la politica del presidente Adams, come nel caso dell'invio di una delegazione statunitense al congresso di Panama organizzato da Simón Bolívar. Il congresso avrebbe deciso in merito alla politica dei paesi latinoamericani nei confronti della Spagna ed erano in cerca di nuovi alleati. Adams e Clay avevano chiaramente l'intenzione di voler influenzare tali paesi per non farli cadere nell'area di influenza del potente Impero britannico, ma il loro progetto naufragò quando l'ala jacksoniana del Congresso (guidata da Martin Van Buren, fedelissimo consigliere di Andrew Jackson) fece di tutto per non finanziare tale missione diplomatica.

### Cronologia
- 4 marzo 1825 - John Quincy Adams presta giuramento e diventa ufficialmente il sesto presidente degli Stati Uniti.
- 3 giugno 1825 - Il popolo Kaw cede una buona porzione del suo territorio agli Stati Uniti in cambio della promessa di un pagamento annuale di 3.500 dollari. Negli anni successivi i pagamenti (in denaro o natura) saranno sempre più rari. In quella porzione di territorio avrà origine lo stato del Kansas.
- 19 agosto 1825 - Il governo degli Stati Uniti firma un trattato con alcune tribù di nativi indiani che si trovano nella regione dell'odierno Wisconsin (Sioux, Sauk, Meskwaki, Menominee, Ioway, Winnebago e Anishinaabeeg) dove stabiliscono i limiti territoriali delle tribù e affermano comunque la loro sovranità sul tutto il territorio riguardante il trattato.
- 26 ottobre 1825 - Viene inaugurato il canale Erie, una via d'acqua che collega la città di Albany a Buffalo e al lago Erie.
- 7 luglio 1825 - Stati Uniti e Shawnee firmano un trattato di amicizia con il quale questi ultimi cedono un'altra porzione di loro territorio nei pressi dell'odierna Cape Geredeau (nel Missouri). Nel trattato però si prevede il loro trasferimento forzato nel Kansas.
- 26 novembre 1825 - Un gruppo di studenti dello Union College di Schenectady (New York) fonda la prima confraternita di studenti degli Stati Uniti, la società Kappa Alpha.
- 24 gennaio 1826 - Con il trattato di Washington, la nazione di nativi Creek cede agli Stati Uniti gran parte dei suoi territori nello stato della Georgia.
- 13 febbraio 1826 - Nasce a Boston la Società Americana della Temperanza, un gruppo che vuole promuovere l'astensione dall'alcol e dalle dipendenze. La SAT sarà una delle tante società che promuoveranno negli anni seguenti un cambiamento di costumi nella società americana che la porterà anche a sostenere l'abolizione della schiavitù e i diritti delle donne. Anche per questo la SAT sarà diffusa soprattutto negli stati del Nord.
- 4 luglio 1826 - Lo stesso giorno muoiono Thomas Jefferson e John Adams (padre del presidente in carica), due padri fondatori degli Stati Uniti. Per ironia della sorte muoiono nel giorno del 50º anniversario della dichiarazione d'indipendenza.
- 3 settembre 1826 - Dal porto di New York salpa la USS Vincennes al comando di William Finch. Sarà la prima nave da guerra statunitense a compiere la circumnavigazione dell'intero globo.
- 21 dicembre 1826 - Un gruppo di coloni statunitensi nel Texas messicano passano all'azione e, guidati dall'empresario Haden Edwards a Nacogdoches si costituiscono come Repubblica di Fredonia, dichiarandosi indipendenti dal Messico. La loro repubblica durerà un mese, ma è il primo tentativo di secessione in Texas contro il governo messicano.
- 25 dicembre 1826 - Presso la prestigiosa Accademia militare di West Point scoppia una rivolta che coinvolge circa un terzo dei cadetti. Tra di loro c'è anche il futuro presidente confederato Jefferson Davis. Le indagini successive degli ufficiali dell'Accademia scoprono che di nascosto sono state portate nelle camerate ingenti quantità di whiskey.
- 28 febbraio 1827 - Viene costituita la Baltimore and Ohio Railroad, la società che gestirà la prima ferrovia degli Stati Uniti destinata al trasporto merci e persone.

## Trattati
- 7 luglio 1825 - Stati Uniti e Shawnee firmano un trattato di amicizia con il quale questi ultimi cedono un'altra porzione di loro territorio nei pressi dell'odierna Cape Geredeau (nel Missouri). Nel trattato però si prevede il loro trasferimento forzato nel Kansas.
- 24 gennaio 1826 - Con il trattato di Washington, la nazione di nativi Creek cede agli Stati Uniti gran parte dei suoi territori nello stato della Georgia.

## Partiti

### Senato
|                             | Partiti         | Partiti |      | Totali | Vacanti |
| --------------------------- | --------------- | ------- | ---- | ------ | ------- |
|                             |                 |         |      | Totali | Vacanti |
| Anti-Jacksoniani (A)        | Jacksoniani (J) | Altri   |      | Totali | Vacanti |
| Congresso precedente        | 16              | 12      | 20   | 48     | 0       |
|                             |                 |         |      |        |         |
| Inizio                      | 20              | 25      | 0    | 45     | 3       |
| Fine                        | 22              | 26      | 0    | 48     | 0       |
| % Fine                      | 45,8%           | 54,2%   | 0,0% |        |         |
|                             |                 |         |      |        |         |
| Inizio Congresso successivo | 20              | 27      | 1    | 48     | 0       |

### Camera dei rappresentanti
|                             | Partiti         | Partiti |      | Totali | Vacanti |
| --------------------------- | --------------- | ------- | ---- | ------ | ------- |
|                             |                 |         |      | Totali | Vacanti |
| Anti-Jacksoniani (A)        | Jacksoniani (J) | Altri   |      | Totali | Vacanti |
| Congresso precedente        | 87              | 71      | 55   | 213    | 0       |
|                             |                 |         |      |        |         |
| Inizio                      | 107             | 106     | 0    | 213    | 0       |
| Fine                        | 109             | 104     | 0    | 213    | 0       |
| % Fine                      | 51,2%           | 48,8%   | 0,0% |        |         |
|                             |                 |         |      |        |         |
| Inizio Congresso successivo | 102             | 110     | 0    | 212    | 1       |

## Leadership

### Senato
- Il presidente del Senato John C. Calhoun.Presidente: John C. Calhoun (J)

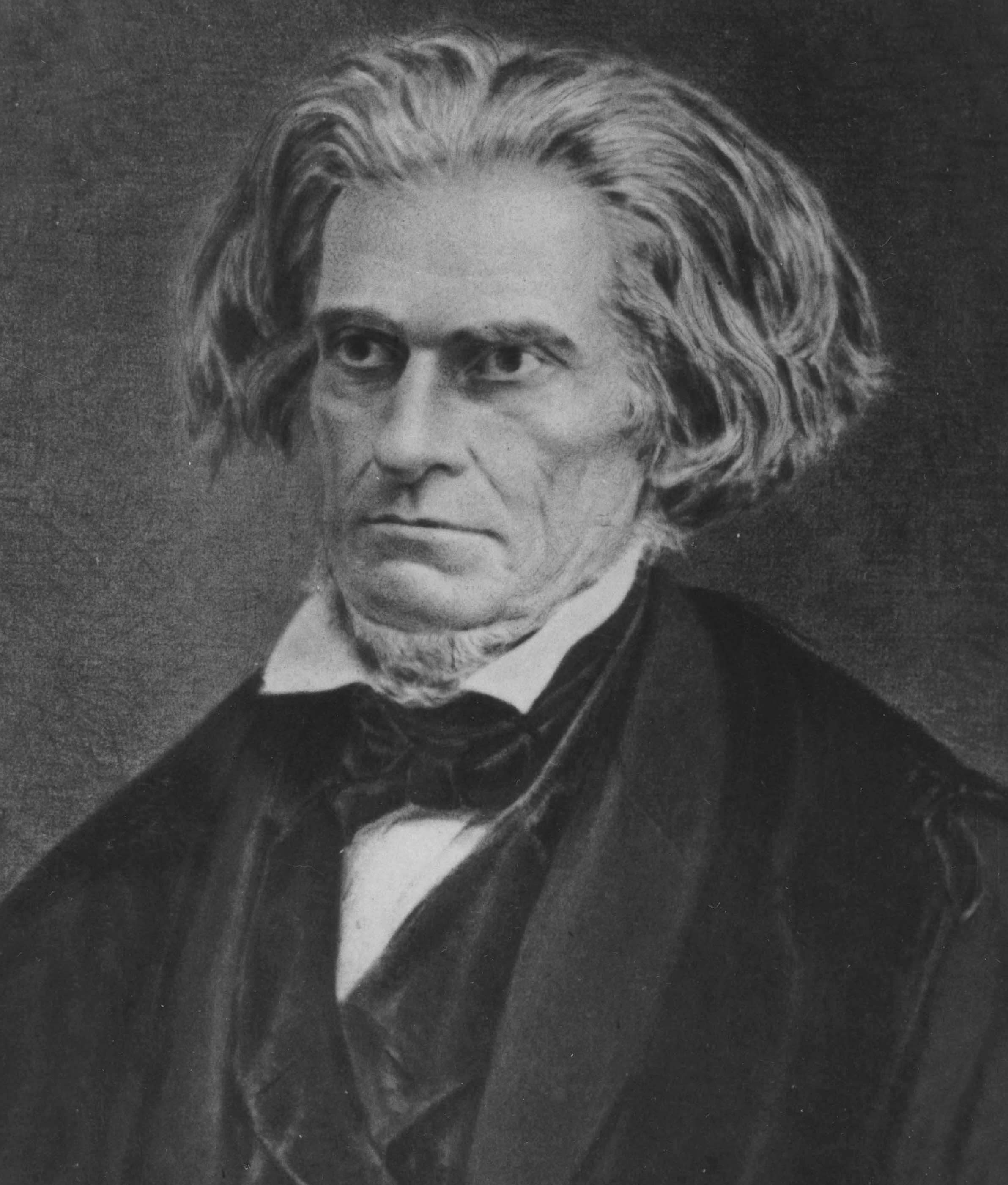
Il presidente del Senato John C. Calhoun.

- Presidente pro tempore: John Gaillard (J), fino al 4 dicembre 1825
  - Nathaniel Macon (J), dal 20 maggio 1826

### Camera dei rappresentanti
- Speaker: John W. Taylor (A)

## Membri

### Senato
I senatori stati eletti ogni due anni e ad ogni Congresso ne viene rinnovato un terzo. Prima del nome di ogni senatore viene indicata la "classe", ovvero il ciclo di elezioni in cui è stato eletto. Per il 19º Congresso furono sottoposti ad elezione i senatori di classe 1.
Alabama
- 2. William R. King (J)
- 3. Henry H. Chambers (J), fino al 24 gennaio 1826
  - Israel Pickens (J), dal 17 febbraio 1826 al 27 novembre 1826
  - John McKinley (J), dal 27 novembre 1826

Carolina del Nord
- 2. John Branch (J)
- 3. Nathaniel Macon (J)

Carolina del Sud
- 2. Robert Y. Hayne (J)
- 3. John Gaillard (J), fino al 26 febbraio 1826
  - William J. Harper (J), dall'8 marzo 1826 al 29 novembre 1826
  - William Smith (J), dal 29 novembre 1826

Connecticut
- 1. Henry W. Edwards (J)
- 3. Calvin Willey (A), dal 4 maggio 1825

Delaware
- 1. Thomas Clayton (A)
- 2. Nicholas Van Dyke (A), fino al 21 maggio 1826
  - Daniel Rodney (A), dall'8 novembre 1826 al 12 gennaio 1827
  - Henry M. Ridgely (J), dal 23 gennaio 1827

Georgia
- 2. Thomas W. Cobb (J)
- 3. John MacPherson Berrien (J)

Illinois
- 2. Jesse B. Thomas (A)
- 3. Elias K. Kane (J)

Indiana
- 1. James Noble (A)
- 3. William Hendricks (A)

Kentucky
- 2. Richard M. Johnson (J)
- 3. John Rowan (J)

Louisiana
- 2. Dominique J. Bouligny (A)
- 3. Josiah S. Johnston (A)

Maine
- 1. John Holmes (A)
- 2. John Chandler (J)

Maryland
- 1. Samuel Smith (J)
- 3. Edward Lloyd (J), fino al 14 gennaio 1826
  - Ezekiel F. Chambers (A), dal 24 gennaio 1826

Massachusetts
- 1. Elijah H. Mills (A)
- 2. James Lloyd (A), fino al 23 maggio 1826
  - Nathaniel Silsbee (A), dal 31 maggio 1826

Mississippi
- 1. David Holmes (J), fino al 25 settembre 1825
  - Powhatan Ellis (J), dal 28 settembre 1825 al 28 gennaio 1826
  - Thomas B. Reed (J), dal 28 gennaio 1826
- 2. Thomas H. Williams (J)

Missouri
- 1. Thomas H. Benton (J)
- 3. David Barton (A)

New Hampshire
- 2. Samuel Bell (A)
- 3. Levi Woodbury (J), dal 16 marzo 1825

New Jersey
- 1. Joseph McIlvaine (A), fino al 19 agosto 1826
  - Ephraim Bateman (A), dal 10 novembre 1826
- 2. Mahlon Dickerson (J)

New York
- 1. Martin Van Buren (J)
- 3. Nathan Sanford (J)

Ohio
- 1. Benjamin Ruggles (A)
- 3. William Henry Harrison (A)

Pennsylvania
- 1. William Findlay (J)
- 3. William Marks (A)

Rhode Island
- 1. James DeWolf (A), fino al 31 ottobre 1825
  - Asher Robbins (A), dal 31 ottobre 1825
- 2. Nehemiah R. Knight (A)

Tennessee
- 1. John Eaton (J)
- 2. Andrew Jackson (J), fino al 14 ottobre 1825
  - Hugh Lawson White (J), dal 28 ottobre 1825

Vermont
- 1. Horatio Seymour (A)
- 3. Dudley Chase (A)

Virginia
- 1. James Barbour (J), fino al 7 marzo 1825
  - John Randolph (J), dal 26 dicembre 1825 (J)
- 2. Littleton W. Tazewell (J)

### Camera dei rappresentanti
Nell'elenco, prima del nome del membro, viene indicato il distretto elettorale di 

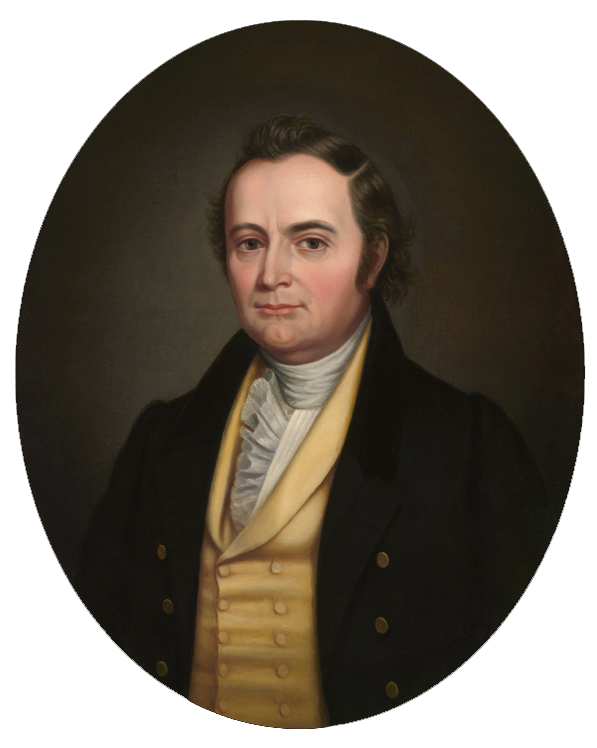
Lo speaker della Camera dei rappresentanti John W. Taylor.

provenienza o se quel membro è stato eletto in un collegio unico (at large).
Alabama
- 1. Gabriel Moore (J)
- 2. John McKee (J)
- 3. George W. Owen (J)

Carolina del Nord
- 1. Lemuel Sawyer (J)
- 2. Willis Alston (J)
- 3. Richard Hines (J)
- 4. John H. Bryan (J)
- 5. Gabriel Holmes (J)
- 6. Weldon N. Edwards (J)
- 7. Archibald McNeill (J)
- 8. Willie P. Mangum (J), fino al 18 marzo 1826
  - Daniel L. Barringer (J), dal 4 dicembre 1826
- 9. Romulus M. Saunders (J)
- 10. John Long (A)
- 11. Henry W. Connor (J)
- 12. Samuel P. Carson (J)
- 13. Lewis Williams (A)

Carolina del Sud
- 1. Joel R. Poinsett (J), fino al 7 marzo 1825
  - William Drayton (J), dal 17 maggio 1825
- 2. James Hamilton, Jr. (J)
- 3. Thomas R. Mitchell (J)
- 4. Andrew R. Govan (J)
- 5. George McDuffie (J)
- 6. John Wilson (J)
- 7. Joseph Gist (J)
- 8. John Carter (J)
- 9. Starling Tucker (J)

Connecticut
- At-large. John Baldwin (A)
- At-large. Noyes Barber (A)
- At-large. Ralph I. Ingersoll (A)
- At-large. Orange Merwin (A)
- At-large. Elisha Phelps (A)
- At-large. Gideon Tomlinson (A

Delaware
- At-large. Louis McLane (J)

Georgia
- At-large. George Cary (J)
- At-large. Alfred Cuthbert (J)
- At-large. John Forsyth (J)
- At-large. Charles E. Haynes (J)
- At-large. James Meriwether (J)
- At-large. Edward F. Tattnall (J)
- At-large. Wiley Thompson (J)

Illinois
- At-large. Daniel P. Cook (A)

Indiana
- 1. Ratliff Boon (J)
- 2. Jonathan Jennings (A)
- 3. John Test (A)

Kentucky
- 1. David Trimble (A)
- 2. Thomas Metcalfe (A)
- 3. Henry Clay (A), fino al 6 marzo 1825
  - James Clark (A), dal 1º agosto 1825
- 4. Robert P. Letcher (A)
- 5. James Johnson (J), fino al 13 agosto 1825
  - Robert L. McHatton (J), dal 7 dicembre 1826
- 6. Joseph Lecompte (J)
- 7. Thomas P. Moore (J)
- 8. Richard A. Buckner (A)
- 9. Charles A. Wickliffe (J)
- 10. Francis Johnson (A)
- 11. William S. Young (A)
- 12. Robert P. Henry (J), fino al 25 agosto 1825
  - John F. Henry (A), dall'11 dicembre 1826

Louisiana
- 1. Edward Livingston (J)
- 2. Henry H. Gurley (A)
- 3. William L. Brent (A)

Maine
- 1. William Burleigh (A)
- 2. John Anderson (J)
- 3. Ebenezer Herrick (A)
- 4. Peleg Sprague (A)
- 5. Enoch Lincoln (A), fino al 1826
  - James W. Ripley (J), dall'11 settembre 1826
- 6. Jeremiah O'Brien (A)
- 7. David Kidder (A)

Maryland
- 1. Clement Dorsey (A)
- 2. Joseph Kent (A), fino al 6 gennaio 1826
  - John C. Weems (J), dal 1º febbraio 1826
- 3. George Peter (J)
- 4. Thomas C. Worthington (A)
- 5. John Barney (A)
- 5. Peter Little (A)
- 6. George E. Mitchell (J)
- 7. John L. Kerr (A)
- 8. Robert N. Martin (A)

Massachusetts
- 1. Daniel Webster (A)
- 2. Benjamin W. Crowninshield (A)
- 3. John Varnum (A)
- 4. Edward Everett (A)
- 5. John Davis (A)
- 6. John Locke (A)
- 7. Samuel C. Allen (A)
- 8. Samuel Lathrop (A)
- 9. Henry W. Dwight (A)
- 10. John Bailey (A)
- 11. Aaron Hobart (A)
- 12. Francis Baylies (J)
- 13. John Reed, Jr. (A)

Mississippi
- At-large. Christopher Rankin (J), fino al 14 marzo 1826
  - William Haile (J), dal 10 luglio 1826

Missouri
- At-large. John Scott (A)

New Hampshire
- At-large. Ichabod Bartlett (A)
- At-large. Titus Brown (A)
- At-large. Nehemiah Eastman (A)
- At-large. Matthew Harvey (A)
- At-large. Joseph Healy (A)
- At-large. Thomas Whipple, Jr. (A)

New Jersey
- At-large. George Cassedy (J)
- At-large. Lewis Condict (A)
- At-large. Daniel Garrison (J)
- At-large. George Holcombe (J)
- At-large. Samuel Swan (A)
- At-large. Ebenezer Tucker A)

New York
- 1. Silas Wood (A)
- 2. Joshua Sands (A)
- 3. Churchill C. Cambreleng (J)
- 3. Jeromus Johnson (J)
- 3. Gulian C. Verplanck (J)
- 4. Aaron Ward (A)
- 5. Bartow White (A)
- 6. John Hallock, Jr. (J)
- 7. Abraham B. Hasbrouck (A)
- 8. James Strong (A)
- 9. Williams McManus (A)
- 10. Stephen Van Rensselaer (A)
- 11. Henry Ashley (J)
- 12. William Dietz (J)
- 13. William G. Angel (J)
- 14. Henry R. Storrs (A)
- 15. Michael Hoffman (J)
- 16. Henry Markell (A)
- 17. John W. Taylor (A)
- 18. Henry C. Martindale (A)
- 19. Henry H. Ross (A)
- 20. Nicoll Fosdick (A)
- 20. Egbert Ten Eyck (J), fino al 15 dicembre 1825
  - Daniel Hugunin, Jr. (A), dal 15 dicembre 1825
- 21. Elias Whitmore (A)
- 22. John Miller (A)
- 23. Luther Badger (A)
- 24. Charles Kellogg (A)
- 25. Charles Humphrey (A)
- 26. Dudley Marvin (A)
- 26. Robert S. Rose (A)
- 27. Moses Hayden (A)
- 28. Timothy H. Porter (A)
- 29. Parmenio Adams (A)
- 30. Daniel G. Gamsey (J)

Ohio
- 1. James Findlay (J)
- 2. John Woods (A)
- 3. William McLean (A)
- 4. Joseph Vance (A)
- 5. John W. Campbell (A)
- 6. John Thomson (J)
- 7. Samuel F. Vinton (A)
- 8. William Wilson (A)
- 9. Philemon Beecher (A)
- 10. David Jennings (A), fino al 25 maggio 1826
  - Thomas Shannon (A), dal 4 dicembre 1826
- 11. John C. Wright (A)
- 12. John Sloane (A)
- 13. Elisha Whittlesey (A)
- 14. Mordecai Bartley (A)

Pennsylvania
- 1. John Wurts (J)
- 2. Joseph Hemphill (J), fino al 1826
  - Thomas Kittera (A), dal 10 ottobre 1826
- 3. Daniel H. Miller (J)
- 4. James Buchanan (J)
- 4. Samuel Edwards (J)
- 4. Charles Miner (A)
- 5. Philip S. Markley (A)
- 6. Robert Harris (J)
- 7. William Addams (J)
- 7. Henry Wilson (J), fino al 14 agosto 1826
  - Jacob Krebs (J), dal 4 dicembre 1826
- 8. Samuel D. Ingham (J)
- 8. George Wolf (J)
- 9. George Kremer (J)
- 9. Samuel McKean (J)
- 9. Espy Van Horne (J)
- 10. James S. Mitchell (J)
- 11. John Findlay (J)
- 11. James Wilson (J)
- 12. John Mitchell (J)
- 13. Alexander Thomson (J), fino al 1º maggio 1826
  - Chauncey Forward (J), dal 4 dicembre 1826
- 14. Andrew Stewart (J)
- 15. Joseph Lawrence (A)
- 16. James Allison, Jr. (J), fino al 26 agosto 1825
  - Robert Orr, Jr. (J), dall'11 ottobre 1825
- 16. James S. Stevenson (J)
- 17. George Plumer (J)
- 18. Patrick Farrelly (J), fino al 12 gennaio 1826
  - Thomas H. Sill (A), dal 14 marzo 1826

Rhode Island
- At-large. Tristam Burges (A)
- At-large. Dutee J. Pearce (A)

Tennessee
- 1. John Blair (J)
- 2. John A. Cocke (J)
- 3. James C. Mitchell (J)
- 4. Jacob C. Isacks (J)
- 5. Robert Allen (J)
- 6. James K. Polk (J)
- 7. Samuel Houston (J)
- 8. John H. Marable (J)
- 9. Adam R. Alexander (J)

Vermont
- 1. William C. Bradley (A)
- 2. Rollin C. Mallary (A)
- 3. George E. Wales (A)
- 4. Ezra Meech (J)
- 5. John Mattocks (A)

Virginia
- 1. Thomas Newton, Jr. (A)
- 2. James Trezvant (J)
- 3. William S. Archer (J)
- 4. Mark Alexander (J)
- 5. John Randolph (J), fino al 26 dicembre 1825
  - George W. Crump (J), dal 21 gennaio 1826
- 6. Thomas Davenport (J)
- 7. Nathaniel H. Claiborne (J)
- 8. Burwell Bassett (J)
- 9. Andrew Stevenson (J)
- 10. William C. Rives (J)
- 11. Robert Taylor (A)
- 12. Robert S. Garnett (J)
- 13. John Taliaferro (A)
- 14. Charles F. Mercer (A)
- 15. John S. Barbour (J)
- 16. William Armstrong (A)
- 17. Alfred H. Powell (A)
- 18. Joseph Johnson (J)
- 19. William McCoy (J)
- 20. John Floyd (J)
- 21. William Smith (J)
- 22. Benjamin Estil (A)

#### Membri non votanti
Territorio dell'Arkansas
- Henry W. Conway

Territorio della Florida
- Joseph M. White

Territorio del Michigan
- Austin E. Wing

## Cambiamenti nella rappresentanza

### Senato
| Stato (classe)       | Membro precedente     | Ragione del cambiamento | Successore              | Data della successione                                                                     |
| -------------------- | --------------------- | --- | ----------------------- | ------------------------------------------------------------------------------------------ |
| New Hampshire (3)    | Seggio vacante        | - | Levi Woodbury (J)       | Insediato il 16 marzo 1825                                                                 |
| Connecticut (3)      | Seggio vacante        | - | Calvin Willey (A)       | Insediato il 4 maggio 1825                                                                 |
| New York (3)         | Seggio vacante        | - | Nathan Sanford (J)      | Insediato il 14 gennaio 1826, dopo essersi dimesso dalla carica di Cancelliere di New York |
| Virginia (1)         | James Barbour (J)     | Barbour si è dimesso il 7 marzo 1825, dopo essere stato nominato Segretario alla guerra.                                         | John Randolph (J)       | Nominato il 26 dicembre 1825                                                               |
| Mississippi (1)      | David Holmes (J)      | Holmes si è dimesso il 25 settembre 1825, dopo essere stato eletto governatore del Mississippi.                                  | Powhatan Ellis (J)      | Nominato ad interim il 28 settembre 1825                                                   |
| Tennessee (2)        | Andrew Jackson (J)    | Jackson si è dimesso il 14 ottobre 1825.                                                                                         | Hugh Lawson White (J)   | Insediato il 28 ottobre 1825                                                               |
| Rhode Island (1)     | James DeWolf (A)      | DeWolf si è dimesso il 31 ottobre 1825.                                                                                          | Asher Robbins (A)       | Nominato il 31 ottobre 1825                                                                |
| Maryland (3)         | Edward Lloyd (J)      | Lloyd si è dimesso il 14 gennaio 1826, essendo stato eletto senatore nel Senato del Maryland. Sono state indette nuove elezioni. | Ezekiel F. Chambers (A) | Eletto il 24 gennaio 1826                                                                  |
| Alabama (3)          | Henry H. Chambers (J) | Chambers è deceduto il 24 gennaio 1826.                                                                                          | Israel Pickens (J)      | Nominato ad interim il 17 febbraio 1826                                                    |
| Mississippi (1)      | Powhatan Ellis (J)    | L'incarico ad interim di Ellis finisce quando vengono indette per questo seggio nuove elezioni.                                  | Thomas B. Reed (J)      | Insediato il 28 gennaio 1826                                                               |
| Carolina del Sud (3) | John Gaillard (J)     | Gaillard è deceduto il 26 febbraio 1826.                                                                                         | William J. Harper (J)   | Nominato ad interim l'8 marzo 1826                                                         |
| Delaware (2)         | Nicholas Van Dyke (A) | Van Dyke è deceduto il 21 maggio 1826.                                                                                           | Daniel Rodney (A)       | Nominato l'8 novembre 1826                                                                 |
| Massachusetts (2)    | James Lloyd (A)       | Lloyd si è dimesso il 23 maggio 1826.                                                                                            | Nathaniel Silsbee (A)   | Insediato il 31 maggio 1826                                                                |
| New Jersey (1)       | Joseph McIlvaine (A)  | McIlvaine è deceduto il 19 agosto 1826.                                                                                          | Ephraim Bateman (A)     | Insediato il 10 novembre 1826                                                              |
| Alabama (3)          | Israel Pickens (J)    | L'incarico ad interim di Pickens finisce quando vengono indette per questo seggio nuove elezioni.                                | John McKinley (J)       | Insediato il 27 novembre 1826                                                              |
| Carolina del Sud (3) | William J. Harper (J) | L'incarico ad interim di Harper finisce quando vengono indette per questo seggio nuove elezioni.                                 | William Smith (J)       | Insediato il 29 novembre 1826                                                              |
| Delaware (2)         | Daniel Rodney (A)     | L'incarico ad interim di Rodney finisce quando vengono indette per questo seggio nuove elezioni.                                 | Henry M. Ridgely (J)    | Insediato il 23 gennaio 1827                                                               |

### Camera dei rappresentanti
| Stato (classe)       | Membro precedente      | Ragione del cambiamento                                                                     | Successore              | Data della successione        |
| -------------------- | ---------------------- | ------------------------------------------------------------------------------------------- | ----------------------- | ----------------------------- |
| 3° Kentucky          | Henry Clay (A)         | Clay si è dimesso il 6 marzo 1825, dopo essere stato nominato Segretario di stato.          | James Clark (A)         | Insediato il 1º agosto 1825   |
| 1° Carolina del Sud  | Joel R. Poinsett (J)   | Poinsett si è dimesso il 7 marzo 1825, dopo essere stato nominato ambasciatore in Messico.  | William Drayton (J)     | Insediato il 17 maggio 1825   |
| 16° Pennsylvania     | James Allison, Jr. (J) | Allison, Jr. si è dimesso il 26 agosto 1825, prima che si potesse riunire questo Congresso. | Robert Orr, Jr. (J)     | Insediato l'11 ottobre 1825   |
| 20° New York         | Egbert Ten Eyck (J)    | Eyck viene destituito dalla carica dopo contestazioni elettorali.                           | Daniel Hugunin, Jr. (A) | Insediato il 15 dicembre 1825 |
| 5° Virginia          | John Randolph (J)      | Randolph si è dimesso il 26 dicembre 1825, dopo essere stato nominato senatore.             | George W. Crump (J)     | Insediato il 21 gennaio 1826  |
| 2° Maryland          | Joseph Kent (A)        | Kent si è dimesso il 6 gennaio 1826, dopo essere stato eletto governatore del Maryland.     | John C. Weems (J)       | Insediato il 1º febbraio 1826 |
| 18° Pennsylvania     | Patrick Farrelly (J)   | Farrelly è deceduto il 12 gennaio 1826.                                                     | Thomas H. Sill (A)      | Insediato il 14 marzo 1826    |
| At-large Mississippi | Christopher Rankin (J) | Rankin è deceduto il 14 marzo 1826.                                                         | William Haile (J)       | Insediato il 10 luglio 1826   |
| 8° Carolina del Nord | Willie P. Mangum (J)   | Mangum si è dimesso il 18 marzo 1826.                                                       | Daniel L. Barringer (J) | Insediato il 4 dicembre 1826  |
| 13° Pennsylvania     | Alexander Thomson (J)  | Thomson si è dimesso il 1º maggio 1826.                                                     | Chauncey Forward (J)    | Insediato il 4 dicembre 1826  |
| 10° Ohio             | David Jennings (A)     | Jennings si è dimesso il 25 maggio 1826.                                                    | Thomas Shannon (A)      | Insediato il 4 dicembre 1826  |
| 5° Kentucky          | James Johnson (J)      | Johnson è deceduto il 13 agosto 1826.                                                       | Robert L. McHatton (J)  | Insediato il 7 dicembre 1826  |
| 7° Pennsylvania      | Henry Wilson (J)       | Wilson è deceduto il 14 agosto 1826.                                                        | Jacob Krebs (J)         | Insediato il 4 dicembre 1826  |
| 12° Kentucky         | Robert P. Henry (J)    | Henry è deceduto il 25 agosto 1826.                                                         | John F. Henry (A)       | Insediato l'11 dicembre 1826  |
| 5° Maine             | Enoch Lincoln (A)      | Lincoln si è dimesso nel 1826.                                                              | James W. Ripley (J)     | Insediato l'11 settembre 1826 |
| 2° Pennsylvania      | Joseph Hemphill (J)    | Hemphill si è dimesso nel 1826.                                                             | Thomas Kittera (A)      | Insediato il 10 ottobre 1826  |

## Comitati
Qui di seguito si elencano i singoli comitati e i presidenti di ognuno (se disponibili).

### Senato
- Audit and Control the Contingent Expenses of the Senate
- Banks in Which Deposits Have Been Made (select committee)
- Bankruptcy (select committee)
- Claims
- Commerce
- Debt Imprisonment Abolition (select committee)
- Distributing Public Revenue Among the States (select committee)
- District of Columbia
- Finance
- Foreign Relations
- French Spoilations (select committee)
- Georgia and the Creek Indians (select committee)
- Indian Affairs
- Judiciary
- Manufactures
- Military Affairs
- Militia
- Naval Affairs
- Pensions
- Post Office and Post Roads
- Private Land Claims
- Public Lands
- Roads and Canals (select committee)
- Tariff Regulation (select committee)
- Whole

### Camera dei rappresentanti
- Accounts
- Agriculture
- American Colonization Society (select committee)
- Apportionment of Representatives (select committee)
- Bills of Exchange (select committee)
- Claims
- Commerce
- District of Columbia
- Elections
- Expenditures in the Navy Department
- Expenditures in the Post Office Department
- Expenditures in the State Department
- Expenditures in the Treasury Department
- Expenditures in the War Department
- Expenditures on Public Buildings
- Foreign Affairs
- Indian Affairs
- Manufactures
- Military Affairs
- Military Pensions
- Naval Affairs
- Post Office and Post Roads
- Public Expenditures
- Public Lands
- Revisal and Unfinished Business
- Revolutionary Claims
- Rules (select committee)
- Standards of Official Conduct
- Territories
- Ways and Means
- Whole

### Comitati bicamerali (Joint)
- Enrolled Bills
- Police and Preservation of the Capital